# Kirineri
Kirineri, ime plemenu američkih Indijanaca porodice Arawakan (?) nastanjenu u području gornjeg toka rijeke Rio Paquiria u Peruu, na području peruanskog državnog rezervata Nahua-Kugapakori. Kirineri se označavaju kao jednom od najizoliranijih skupina koja možda pripadaju skupini Nanti Indijanaca, rođaka Cogapacora i Machiguenga, ali njhihov fizički izgled je veoma različit. Kirineri su visokog stasa, netipično Indijancima kišne šume, bradati su i hodaju goli, te su posve različiti od niskih Machiguenga. U kontakt sa susjednim plemenima gotovo ne dolaze. 

## Vanjske poveznice
- Distribution and Populati[on of Nanti Groups
- http://www.bicusa.org/en/Article.332.aspx Record of Forced Contact]  Arhivirana inačica izvorne stranice od 17. srpnja 2007. (Wayback Machine) by Camisea Project...